# Ways of a Heretic
Ways of a Heretic je black metal zasedba, ki prihaja iz Sevnice. Prvotno so band sestavljali pevec Sven Kneževič, kitarist Enej Sečki, basist Matija Fakin, ki ga je zamenjal Tim Draksler, in bobnar Adrian Klenovšek, ki ga je zamenjal Tine Hribar. Vse skupaj se je začelo z željo po obuditvi lokalne metalske scene in tako so leta 2015, s prvim nastopom v XXX Baru v Celju napovedali svoj prihod na slovensko metal sceno. Od takrat nastopali v Laškem, Krškem, Brežicah in Šoštanju. 
V začetku leta 2019 pa izdali svoj prvi album z naslovom In the Candlelight. Prav tako pa v istem letu zamenjali basista.
Pravijo da so navdih za ustvarjanje iskali pri sevniški skupini Septic Scum.